# 위르헌 로카디아
위르헌 레오나르도 로카디아(네덜란드어: Jürgen Leonardo Locadia, 1993년 11월 7일 ~ )는 퀴라소계 네덜란드인 축구 선수로, 현재 중국 슈퍼리그의 창저우 슝스에서 스트라이커와 윙어로 뛰고 있다.